# أرمون بين-نعيم
أرمون بين-نعيم هو لاعب كرة قدم إسرائيلي في مركز الهجوم، ولد في 6 فبراير 1990 في بتاح تكفا في إسرائيل. لعب مع Hapoel Nir Ramat HaSharon F.C. ‏.